# Bahnhof Lissabon Alcântara-Mar

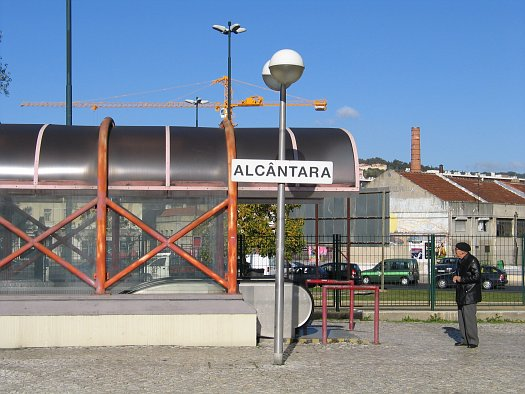
Bahnhof Alcântara-Mar an der Linha de Cascais in Lissabon

Der Lissabon Alcântara-Mar ist ein Bahnhof an der Linha de Cascais in der Freguesia Alcântara der portugiesischen Hauptstadt Lissabon. Am Bahnhof halten Züge der Linha de Cascais der Staatsbahntochter CP Urbanos de Lisboa. Fahrgäste, die zum ein Kilometer entfernten Alcântara-Terra der Linha de Cintura umsteigen wollen, konnten bis Herbst 2008 eine lange Fußgängerbrücke benutzen, die inzwischen jedoch abgerissen wurde. Eine komplette Umgestaltung des Eisenbahnknotens Alcântara wird derzeit von der Lissabonner Stadtverwaltung, der REFER sowie der portugiesischen Regierung bis 2013 geplant.

## Geschichte
Der Bahnhof Alcântara-Mar ging am 6. Dezember 1890 als Teil der Strecke Pedrouços–Estoril Betrieb. Doch der Bahnhof behielt nur kurz die Funktion als Endstation der Züge der Linha de Cascais, da bereits am 10. August 1891 der Verkehr bis zum ein Kilometer entfernten Bahnhof Alcântara-Terra verlegt wurde. Hier endeten zunächst alle Züge der Linha de Cascais, da ein zentrumsnäherer Bahnhof zu der Zeit – ohne große Umwege – nicht zur Verfügung stand. Erst seit dem 4. September 1895 ist die Strecke zwischen den beiden Bahnhöfen Cascais und Cais do Sodré durchgängig in Betrieb.
Mit der Übernahme der Strecke durch die private Gesellschaft Sociedade de Estoril im Jahr 1918, folgte 1924 die erste Elektrifizierung und damit die erste einer portugiesischen Eisenbahnstrecke. Die Verbindung zwischen Alcântara-Mar und Alcântara-Terra wird seit 1995 nur noch von Güterzügen und für Betriebsfahrten genutzt.
Während der Betrieb zum Bahnhof Alcântara-Terra bald eingestellt wurde, veränderte sich der Bahnhof am Tejo nicht mehr wesentlich. Zur Wiedereröffnung des nördlich gelegenen Nachbarbahnhofes 1992 errichtete die Caminhos-de-ferro Portugueses eine lange, rote Fußgängerbrücke zwischen den beiden Bahnhöfen. Aufgrund der nur bedingt günstigen Umsteigebeziehungen, war die Brücke kaum genutzt, sodass die inzwischen die Infrastruktur betreibende Behörde REFER die Brücke im Herbst 2008 abreißen ließ.
Aufgrund der sehr unbefriedigenden Umsteigesituation zwischen der Linha de Cintura am Bahnhof Alcântara-Terra und der Linha de Cascais Alcântara-Mar plant die Stadtverwaltung von Lissabon, die REFER sowie die portugiesische Regierung unter dem Namen Nova Alcântara (Neues Alcântara) einen kompletten Neubau der beiden Bahnhöfe beziehungsweise eine Zusammenlegung sowie einen Ausbau der Schienenverbindungen. Zukünftig sollen die Züge der Linha de Cascais, der Linha de Cintura sowie zukünftig auch der Metro Lissabon (Verlängerung der Linha Amarela von Rato her) in einem unterirdischen Bahnhof nahe dem Tejo halten. Außerdem sollen direkte Züge zwischen der Linha de Cintura und der Linha de Cascais möglich sein, außerdem wird der angrenzenden Güterterminal erweitert und die Schienenverbindung für diesen ebenso ausgebaut. Das Gesamtvolumen des Projektes beträgt 407 Millionen Euro, es soll bis 2013 fertiggestellt sein.